# Sipanea micrantha
Sipanea micrantha là một loài thực vật có hoa trong họ Thiến thảo. Loài này được Sandwith miêu tả khoa học đầu tiên năm 1928.